# Купер Ли
Купер Ли је измишљени лик из америчке телевизијске серије „Три Хил“ кога игра амерички глумац Мајкл Труко. Купер је рођени брат од Деб и Нејтанов ујак. Био је у љубавној вези са Рејчел, али ју је убрзо и прекинуо сазнавши да је Рејчел још увек малолетна. Такође је заједно са Рејчел успео да преживи тешку саобраћајну несрећу.